# 마인드맵

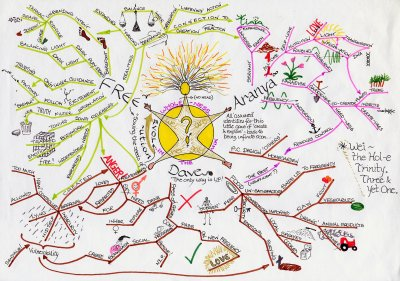
마인드맵

마인드맵(mind map)은 마치 지도를 그리듯이, 줄거리를 이해하며 정리하는 방법이자 '생각을 정리하는 기술'이다. 마인드맵은 방사형 그림으로 나열한 계층 구조이며 전체의 조각들 간 관계를 표시하고 정리하는 과정이다.

## 역사와 특징
영국의 전직 언론인 토니 부잔(Tony Buzan)이 주장하여 유럽에서 선풍을 일으킨 이론이다. 성공의 비결로 기록하는 습관을 가져야 한다는 이론이 유럽의 여러 기업에서 각광을 받았다.
기록하면 시야가 좁아진다는 것이고, 적는 습관은 인간 두뇌의 종합적 사고를 가로막는다는 것이다. 읽고 생각하고 분석하고 기억하는 그 모든 것들을 마음속에 지도를 그리듯해야 한다는 독특한 방법이다.

## 마인드 맵 작성 7원칙
1. 종이의 중심에서 시작한다.
2. 중심 생각을 나타내기 위해 이미지나 사진을 이용한다. (3가지 이상의 색깔)
3. 전체적으로 색깔을 사용한다.
4. 중심이미지에서 주가지로 연결한다.주가지의 끝에서부터 부가지로 연결한다. 그리고 부가지의 끝에서 세부가지를 연결한다.
5. 구부리고 흐름있게 가지를 만들어라.
6. 각 가지당 하나의 키워드만을 사용하라.
7. 전체적으로 이미지를 사용하라.

## 마인드맵 소프트웨어
- EdrawMind(이드로우 마인드):https://www.edrawsoft.com/kr/edrawmind/Wondershare그룹에서 출시한 마인드맵 프로그램, 인터페이스가 깔끔하고 이쁘며 컴퓨터,모바일,태블릿 모두 가능하다.무료 버전도 충분히 쓸만하다.
- ALMind(알마인드): 무료 소프트웨어이지만 유료 마인드맵 소프트웨어에서 제공하는 기능들을 거의 대부분 지원해 준다. 영어 버전은 MindMaple이고 MindMaple은 아이패드, 아이폰, 맥에서도 사용할 수 있다.
- FreeMind: freemind.sourceforge.net 무료 마인드 맵 소프트웨어이다. 자바 기반으로 플랫폼에 무관하며, 오픈소스 프로젝트로 자유롭게 기능을 추가할 수 있다.
- GitMind(깃마인드): gitmind.com/kr/무료 온라인 마인드 맵 소프트웨어이다. 무료 마인드 맵 템플릿을 제공하며, 마인드 맵을 공유하고 협업 할 수 있다.
- imindmap(아이마인드맵): imindmap.com오리지널 마인드맵 프로그램으로 마인드맵 영국부잔법인에서 제작하여 유통하는 프로그램이다. 가장 뛰어난 활용도와 기술을 제공해 주며, 특히 PT분야에서 압도적인 기술력을 자랑한다. 모바일버전도 함께 제공하며, 국내에는 부잔코리아에서 유통함. 마인드맵을 그릴 수 있게 해준다. 유료프로그램임. 외국산.
- OKMindmap: okmindmap.com웹상에서 마인드맵을 그릴 수 있도록 해준다. 무료, 프리마인드 형태로 다운받을 수 있음. 국내 개발 사이트.
- SimpleMind: www.simpleapps.eu/simplemind 유/무료 복합 마인드 맵 소프트웨어이다. 아이폰, 윈도, 맥 플랫폼을 지원한다. 기본 마인드 맵기능은 무료소프트웨어로 배포하고 있으며, 복잡하고 쓰기 귀찮은 부분까지 쓰기위해선 유료 소프트웨어를 구매하여야 한다.
- ThinkWise (씽크와이즈): 1997년에 출시된 한국에서 가장 오래된 국산 마인드맵 소프트웨어. 영어, 독일어, 일본어 등 8개국어버전으로 제공된다. 유료, 무료 제품이 있으며 안드로이드, 탭, 아이폰, 아이패드용 무료,유료 앱도 제공한다.
- XMind: xmind.net/다양한 기능과 깔끔한 인터페이스의 마인드맵 소프트웨어. 유/무료버전이 존재하지만 무료버전의 기능만으로도 충분함. 윈도, 리눅스, 맥 모든 플랫폼을 지원함.
- Ori Mindmap : 윈도우 스토어에서 다운로드 받을 수 있는 유료 마인드맵 소프트웨어. 기본 마인드맵 기능만 있는 심플한 마인드맵이지만 깔끔한 디자인에 Todo List가 결합된 소프트웨어이다.

## 갤러리

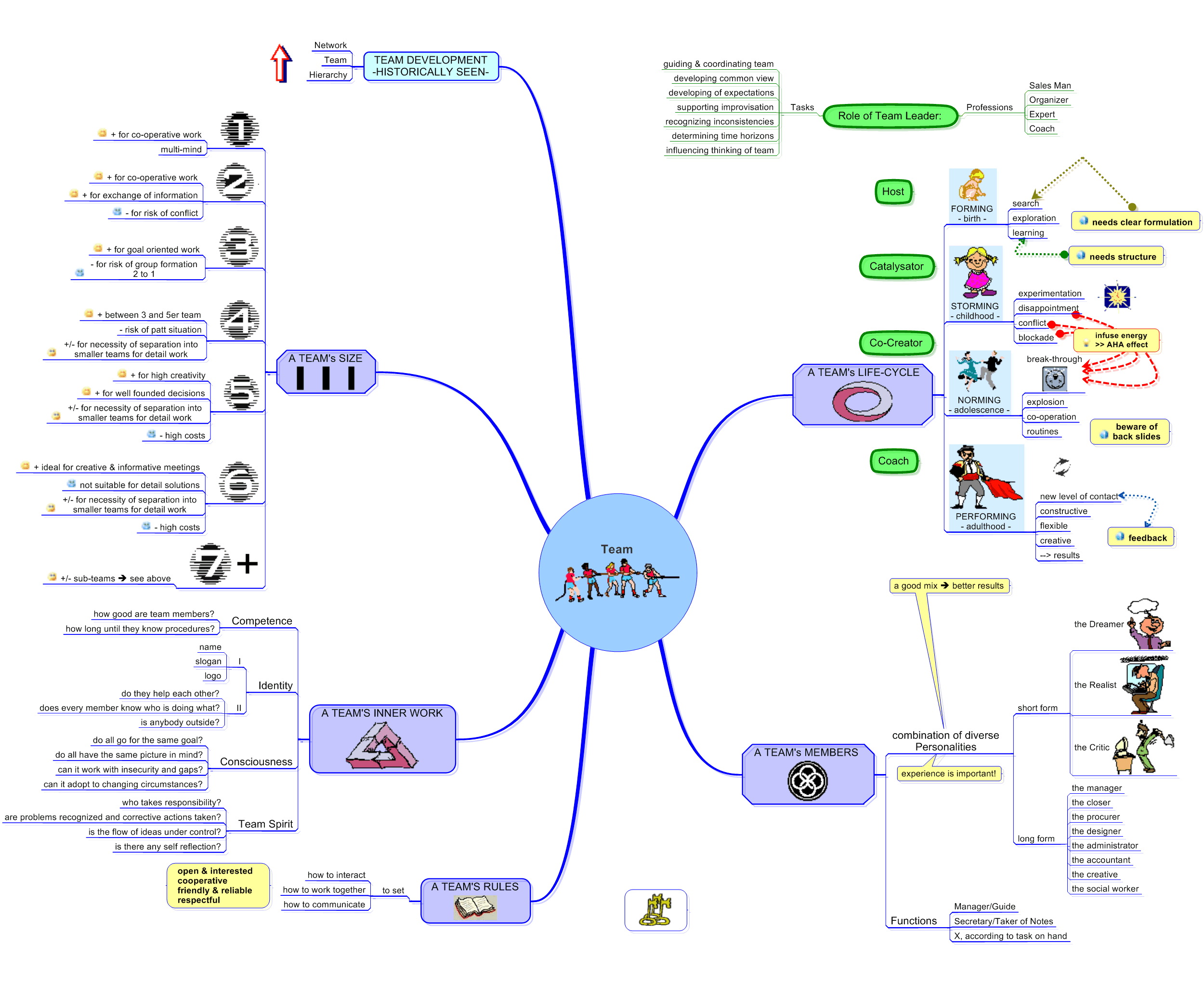
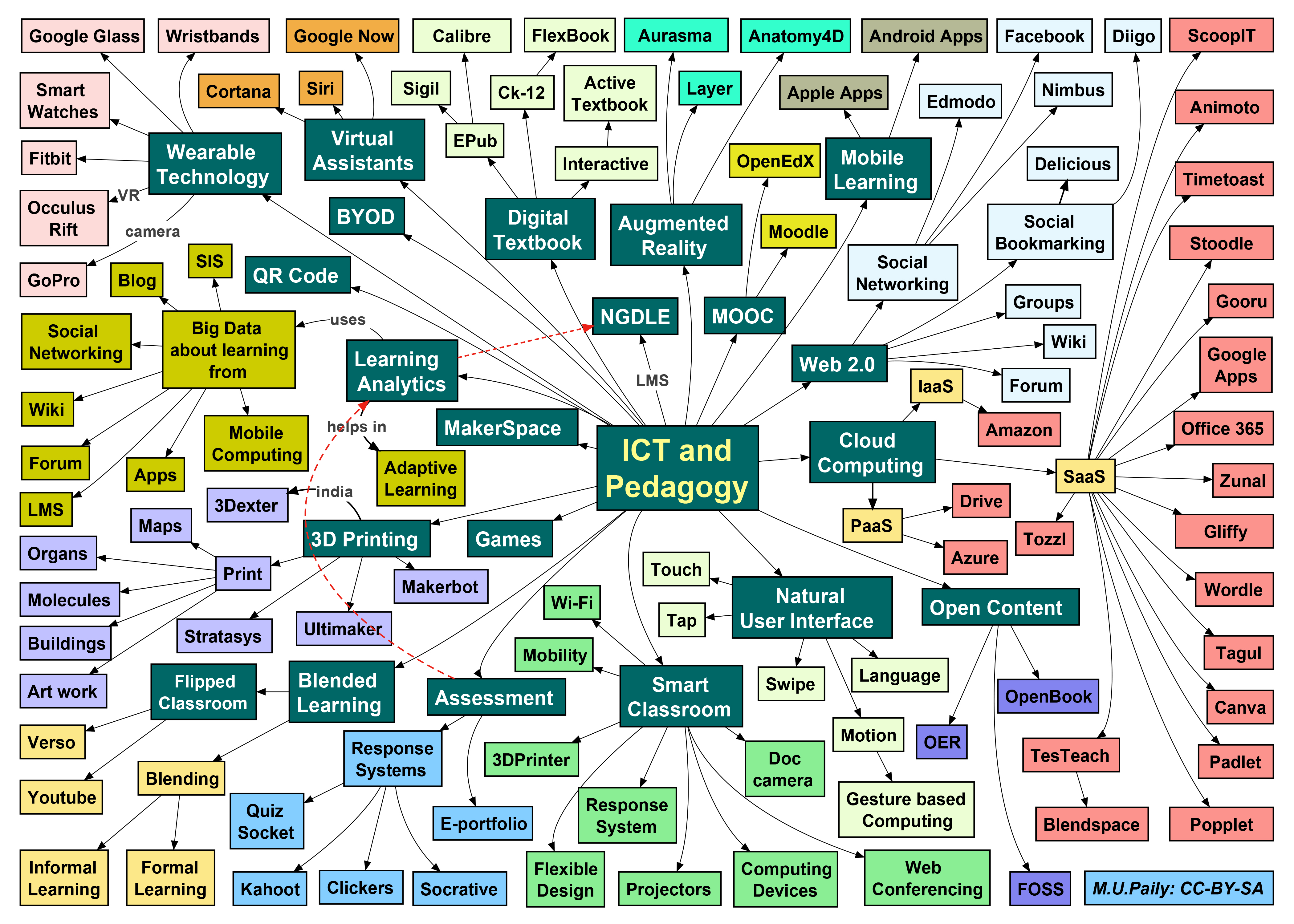
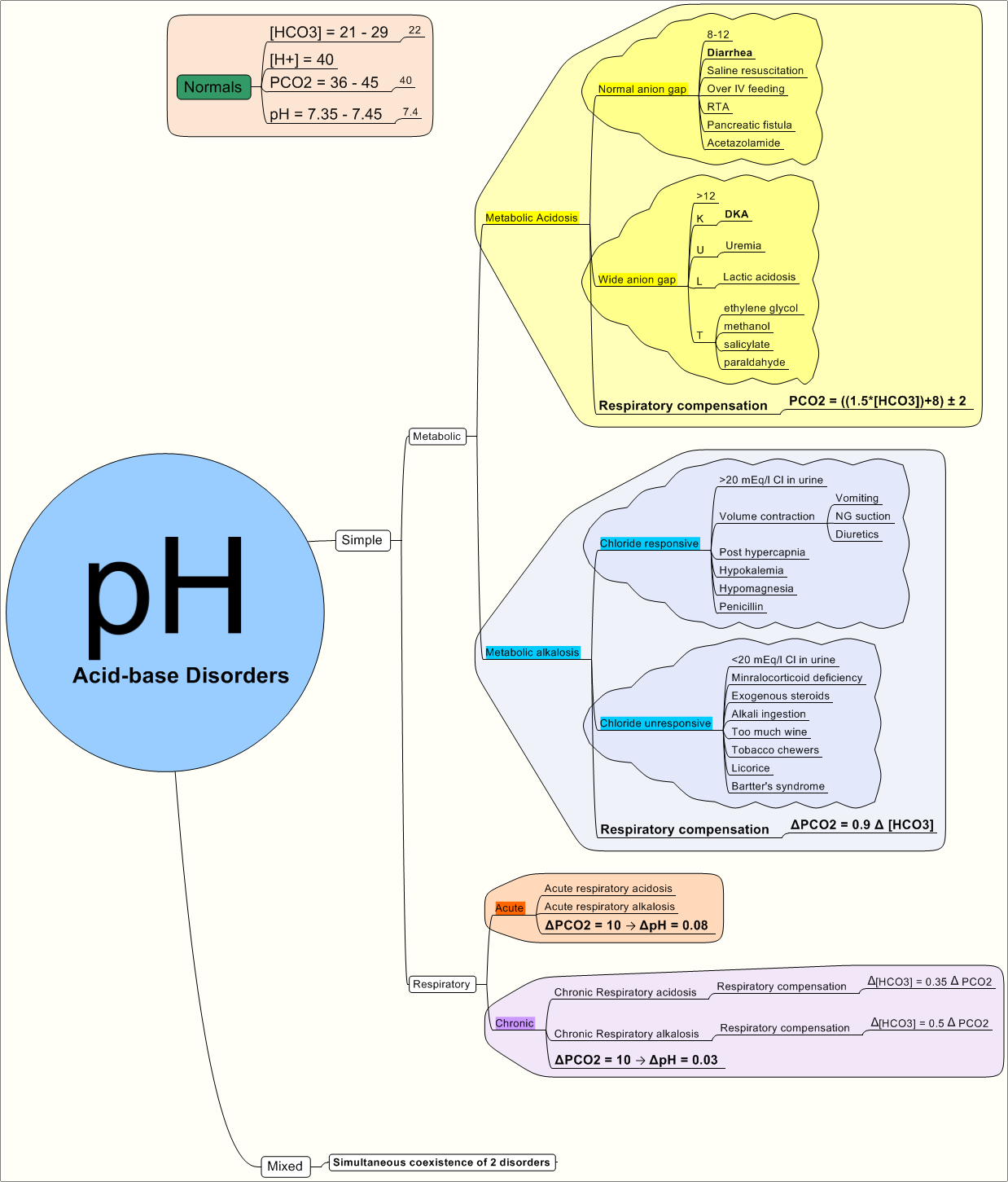
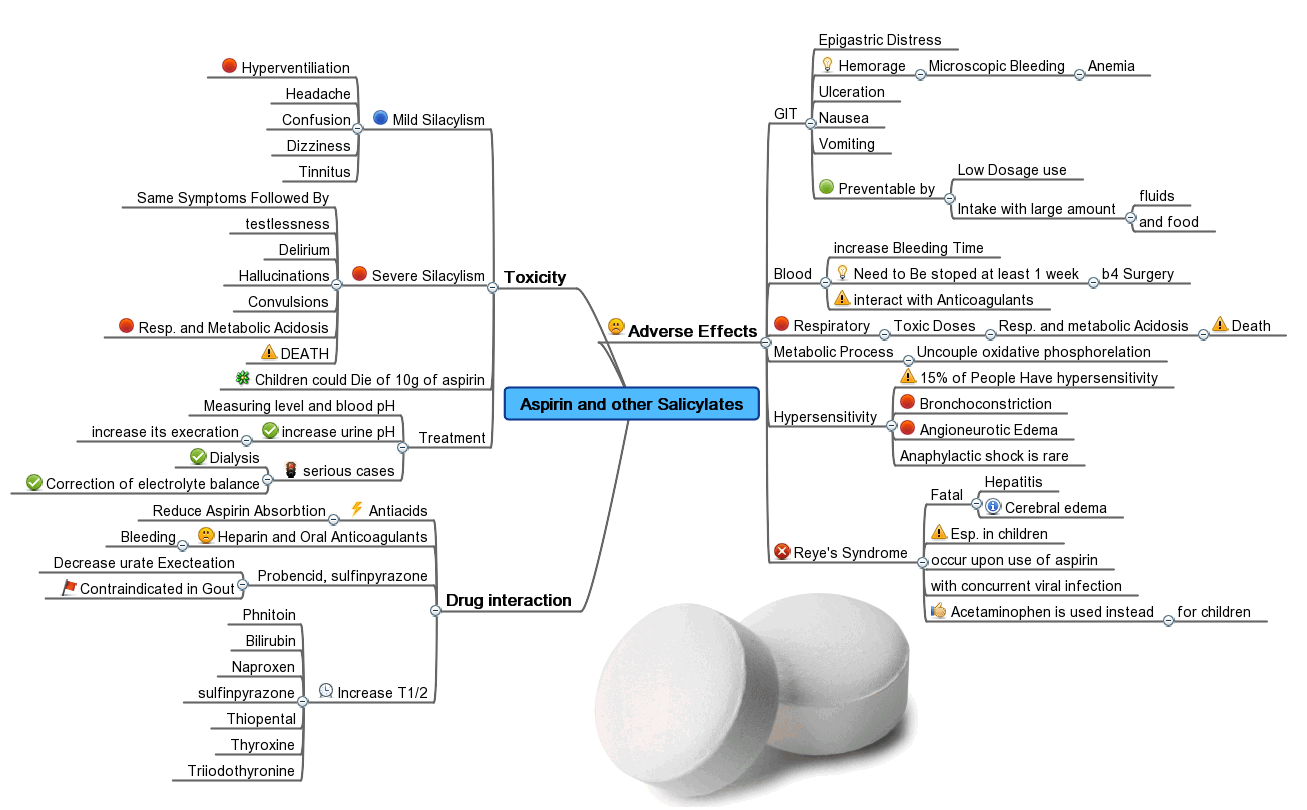
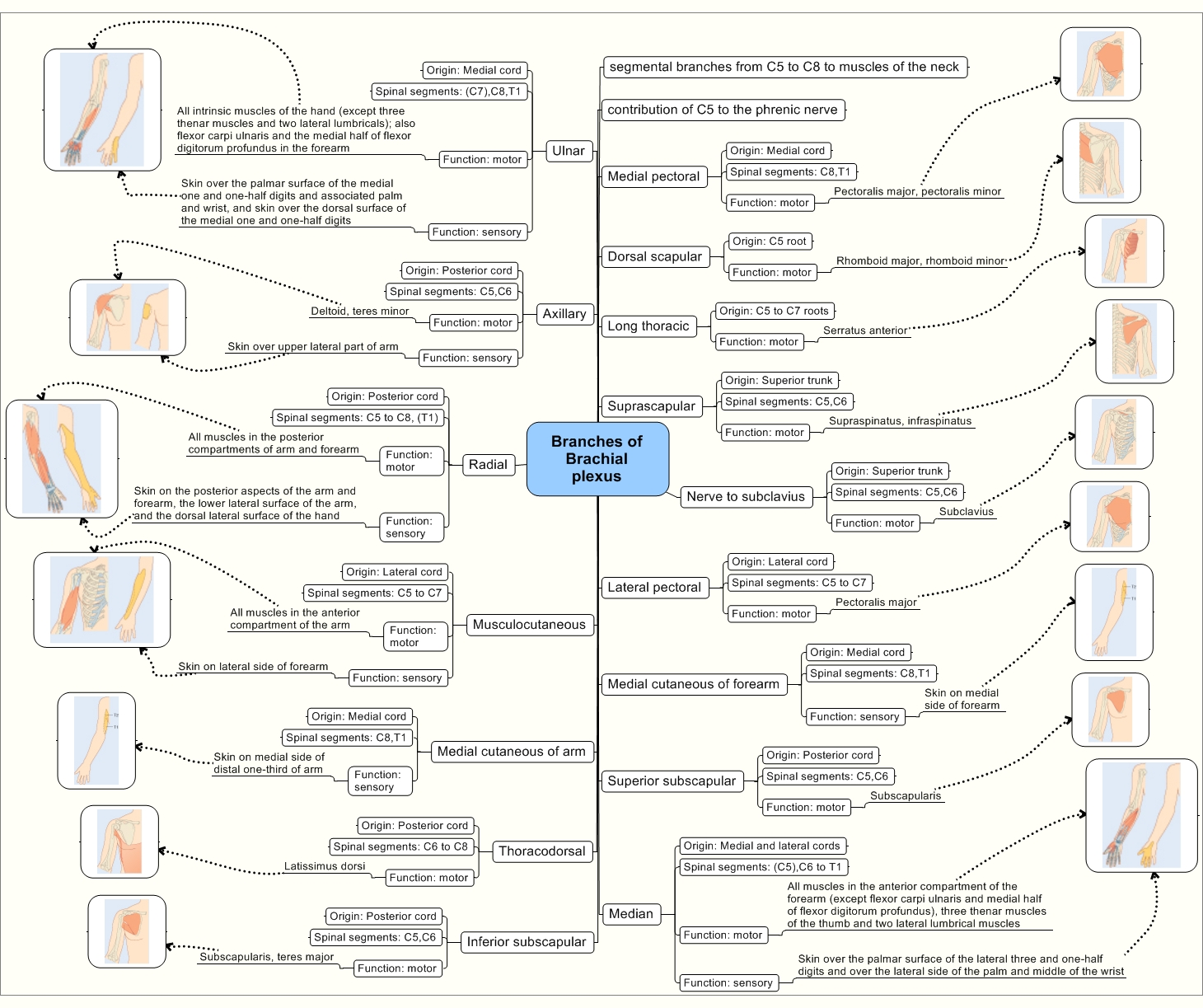
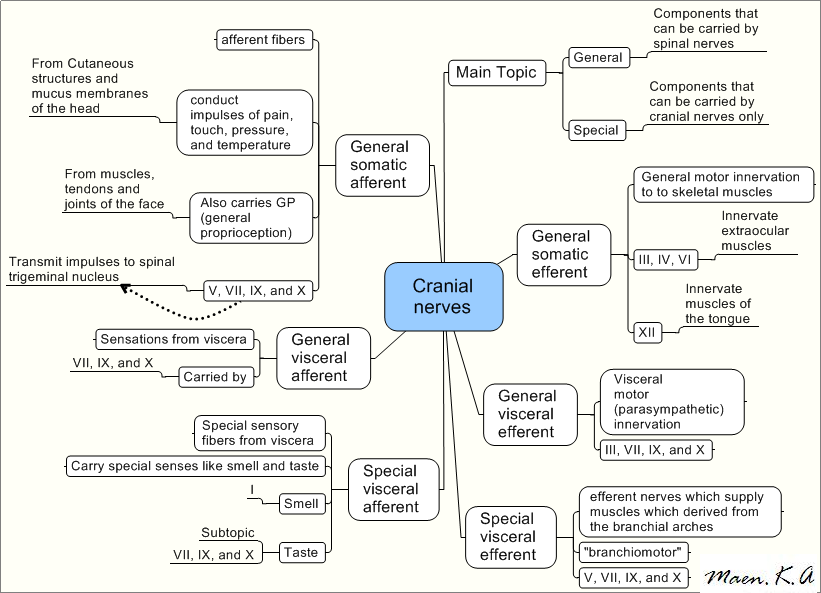
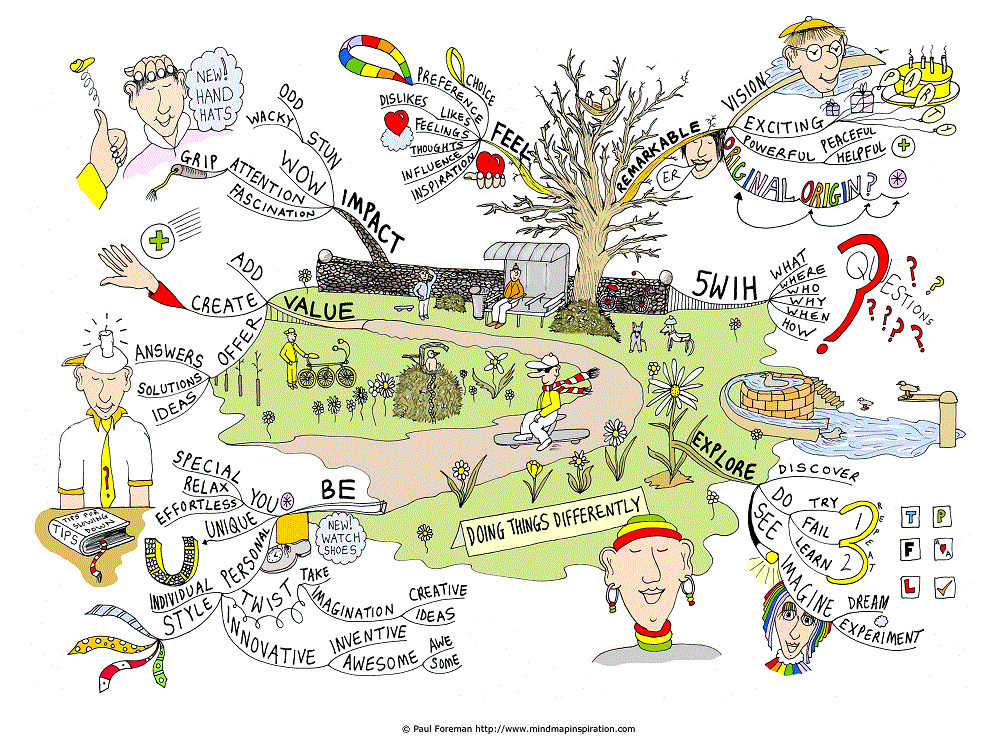
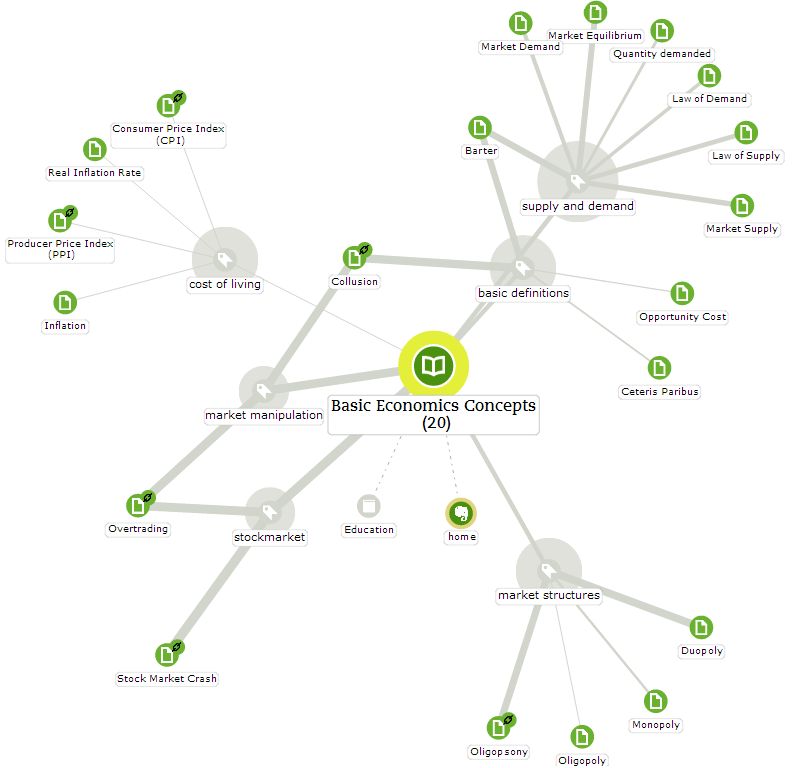
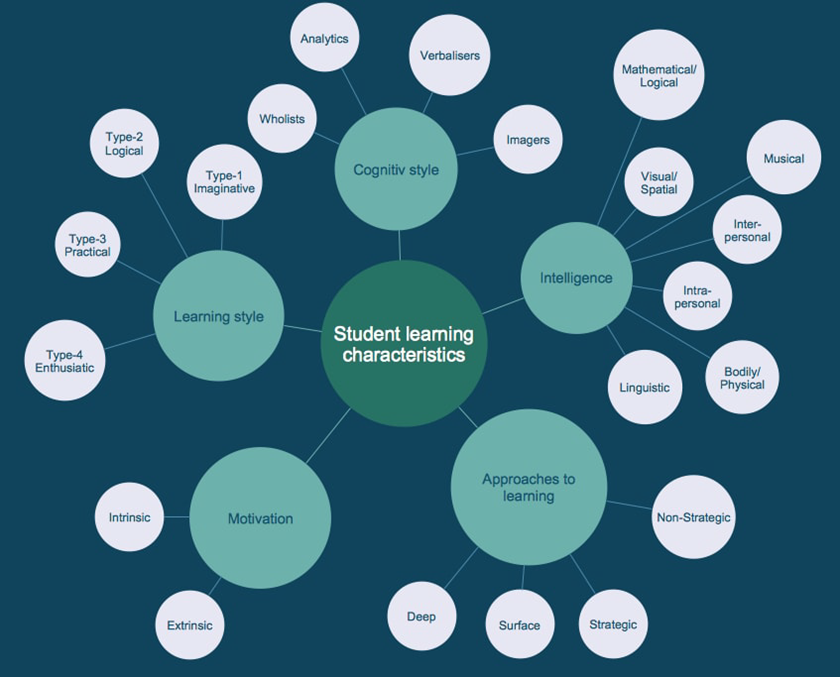
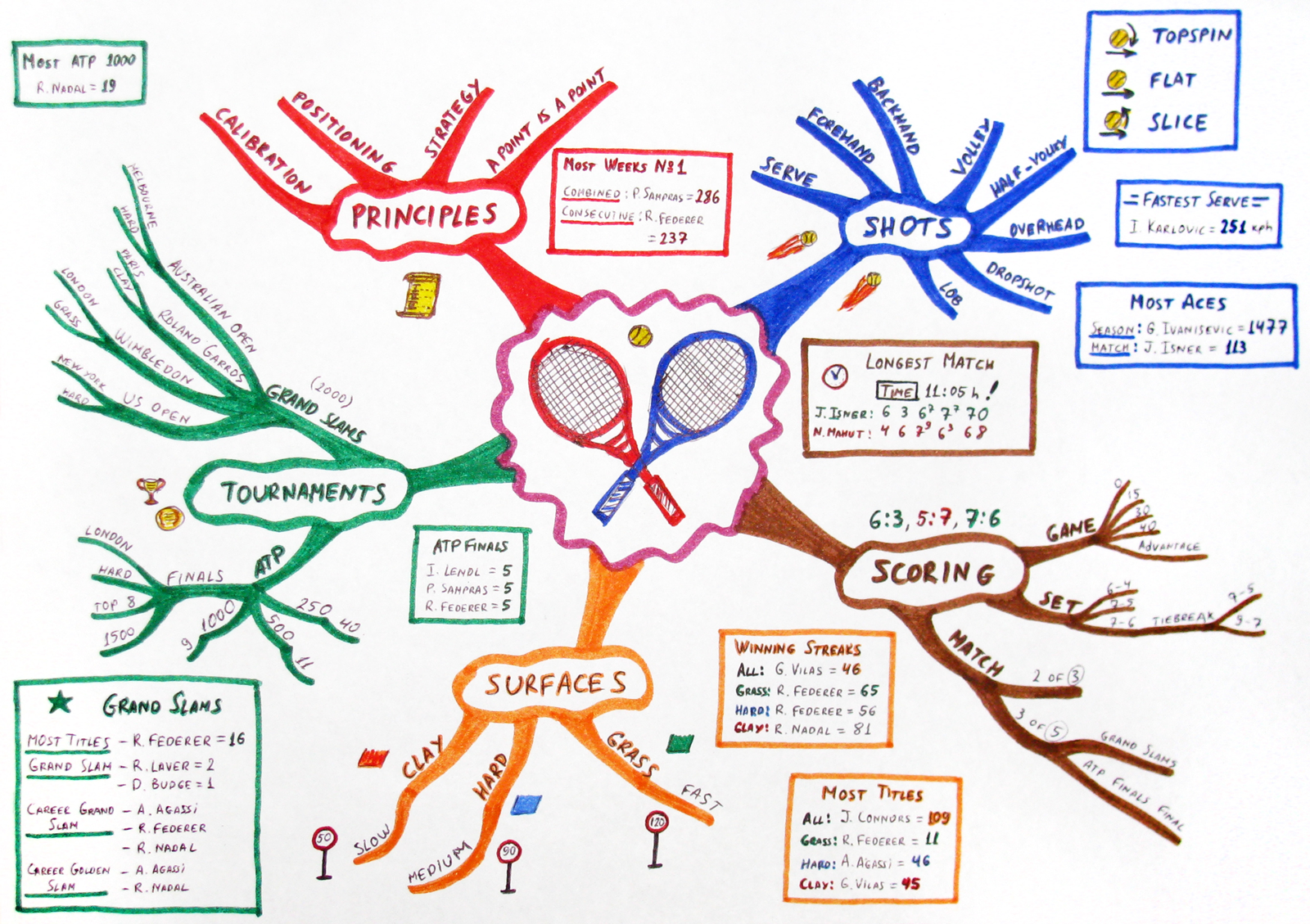

## 같이 보기
- 그래프